# Terrapin Station
Terrapin Station ist das neunte Studioalbum der Band Grateful Dead.

## Geschichte
Nachdem die letzten Studio- und Livealben unter dem eigenen Label Grateful Dead Records erschienen, war dies das erste Album seit Wake of the Flood, welches mit Arista Records unter einem professionellen Label vertrieben wurde. Zusätzlich war Terrapin Station das erste Album seit Anthem of the Sun, bei dem weder Grateful Dead noch Owsley Bear als Producer auftraten. Für dieses Vorhaben wurde Keith Olsen verpflichtet. Keith Olsen war selbst Mitglied von The Music Machine gewesen und produzierte mit Interpreten wie Whitesnake, Fleetwood Mac, Ozzy Osbourne und Scorpions. Somit ist Terrapin Station erst das zweite Album nach ihrem Debütalbum The Grateful Dead, bei dessen Produktion die Band nicht selbst die volle Kontrolle hatte.
Die Verpflichtung von Olsen wird oftmals als ein Versuch angesehen, kommerzieller zu arbeiten. Besonders Jerry Garcia äußerte in einem Interview, dass es eine professionelle Arbeit gewesen sei, viel professioneller, als sie selbst dazu fähig gewesen wären.
Der Bandschreiber David McNally schrieb, dass Garcia die Idee zum Song Terrapin Station hatte, als er über die Richmond-San Rafael Brücke in der Bucht von San Francisco fuhr.
Nachdem die letzten Alben eher Ansätze von Rockjazz hatten, waren bei diesem Album Ansätze zum Progressive Rock zu erkennen, der zu dieser Zeit von Bands wie Genesis und Yes gespielt wurde.
Die Kritik zum Album fiel verschieden aus. Viele Fans hielten das Album für überproduziert, zudem passe es nicht in den bisherigen Stil von Grateful Dead. Das gilt besonders für den Chor und das Orchester auf der B-Seite. Andere hielten es für den größten musikalischen Erfolg der Band. Die Band selbst schloss sich in späteren Jahren der negativen Kritik an.
Als Singles wurden Dancin’ in the Streets und Passenger (jeweils mit Terrapin Station auf der B-Seite) ausgekoppelt.
Songs von Terrapin Station wurden ab den späten 1970er Jahren für den Rest der Bandgeschichte bei Liveauftritten gespielt, dies gilt besonders für Estimated Prophet und Samson and Delilah.
Das erste Mal erschien das Album 1990 auf CD; 2004 wurde eine überarbeitete Version der sechs Lieder mit sechs Zusatzliedern von Rhino Records für das Boxset Beyond Description (1973-1989) auf den Markt gebracht, die dann auch 2006 als einzelne CD veröffentlicht wurde.

## Erfolge
In den Billboard Charts erreichte das Album den Platz 56.
Am 4. September 1987 erreichte das Album den Goldstatus.

## Trackliste

### 1974 LP

#### Seite 1
1. „Estimated Prophet“ (John Perry Barlow, Bob Weir) – 5:37
2. „Dancin’ in the Streets“ (Marvin Gaye, Ivy Jo Hunter, William Stevenson) – 3:16
3. „Passenger“ (Phil Lesh, Peter Monk) – 2:48
4. „Samson and Delilah“ (traditionelles Lied) – 3:29
5. „Sunrise“ (Donna Godchaux) – 4:03

#### Seite 2
1. „Terrapin Station“ – 16:17

- „Lady With A Fan“ (Jerry Garcia, Robert Hunter)
- „Terrapin Station“ (Garcia, Hunter)
- „Terrapin“ (Garcia, Hunter)
- „Terrapin Transit“ (Mickey Hart, Bill Kreutzmann)
- „At a Siding“ (Hart, Hunter)
- „Terrapin Flyer“ (Hart, Kreutzmann)
- „Refrain“ (Garcia, Hunter)

### Bonus 2004
1. „Peggy-O“ (instrumental, traditionelles Lied) – 4:41
2. „The Ascent“ (instrumental) – 1:59
3. „Catfish John“ (Bob McDill, Allen Reynolds) – 4:43
4. „Equinox“ (Lesh) – 5:15
5. „Fire on the Mountain“ (Hart, Hunter) – 6:26
6. „Dancin’ in the Streets“ (Gaye, Hunter, Stevenson) – 16:17